# Церковь Вознесения Господня (Зарайск)
Церковь Вознесения Господня в Зарайске (Вознесенская церковь) — утраченный православный храм, построенный в 1793 году в Зарайске Рязанской губернии (ныне Зарайский район Московской области). Принадлежал к Рязанской епархии. Разрушен в 1938 году.

## История
С начала XVII века и до 1764 года храм, стоявший на берегу реки Осётр, использовался в качестве монастырской церкви. В 1769 году взамен сгоревшей была построена деревянная церковь.
В 1770 году епископ Коломенский Феодосий дал благословенную грамоту на построение каменной церкви «на ином месте мало повыше прежняго Храма против алтаря», которая и окончена была в 1793 году.
На устройство иконостаса из городового магистрата было выдано 400 рублей. Покровский придел храма был устроен в 1821 году, Скорбященский — в 1842 году. К церкви принадлежала каменная часовня, находящаяся на Облупской улице.
В приходе, состоящем из градских обывателей, значилось 87 дворов, в коих 395 мужчин и 317 женщин. По штату 1873 года в причте положены 1 священник и 1 псаломщик.
После Октябрьской революции начались изъятия церковных ценностей и массовые гонения на духовных лиц. Многие церковные здания были разрушены или приспособлены под иные нужды. В 1938 году была разрушена и Вознесенская церковь в Зарайске.
Сейчас на её месте установлены памятный крест и надгробный камень с надписью:

«Сей крест установлен на месте разрушенной в 1938 году Вознесенской церкви. Господи, Иисусе Христе Сыне Божий, помилуй нас грешных».

## Священнослужители
- Василий Андреев — упом. в 1769 г.
- Петр Тимофеев — упом. с 1779 по 1793 г.
- Марк Иванов — упом. с 1793 по 1795 г.
- Иоанн Тимофеев — упом. с 1795 по 1823 г.
- Николай Петрович Смирнов — упом. с 1824 по 1862] г.
- Николай Васильевич Зимин — упом. с 26 сентября 1867 г. по 14 октября 1915 г.